# Siegesdenkmal der Roten Armee (Bad Radkersburg)

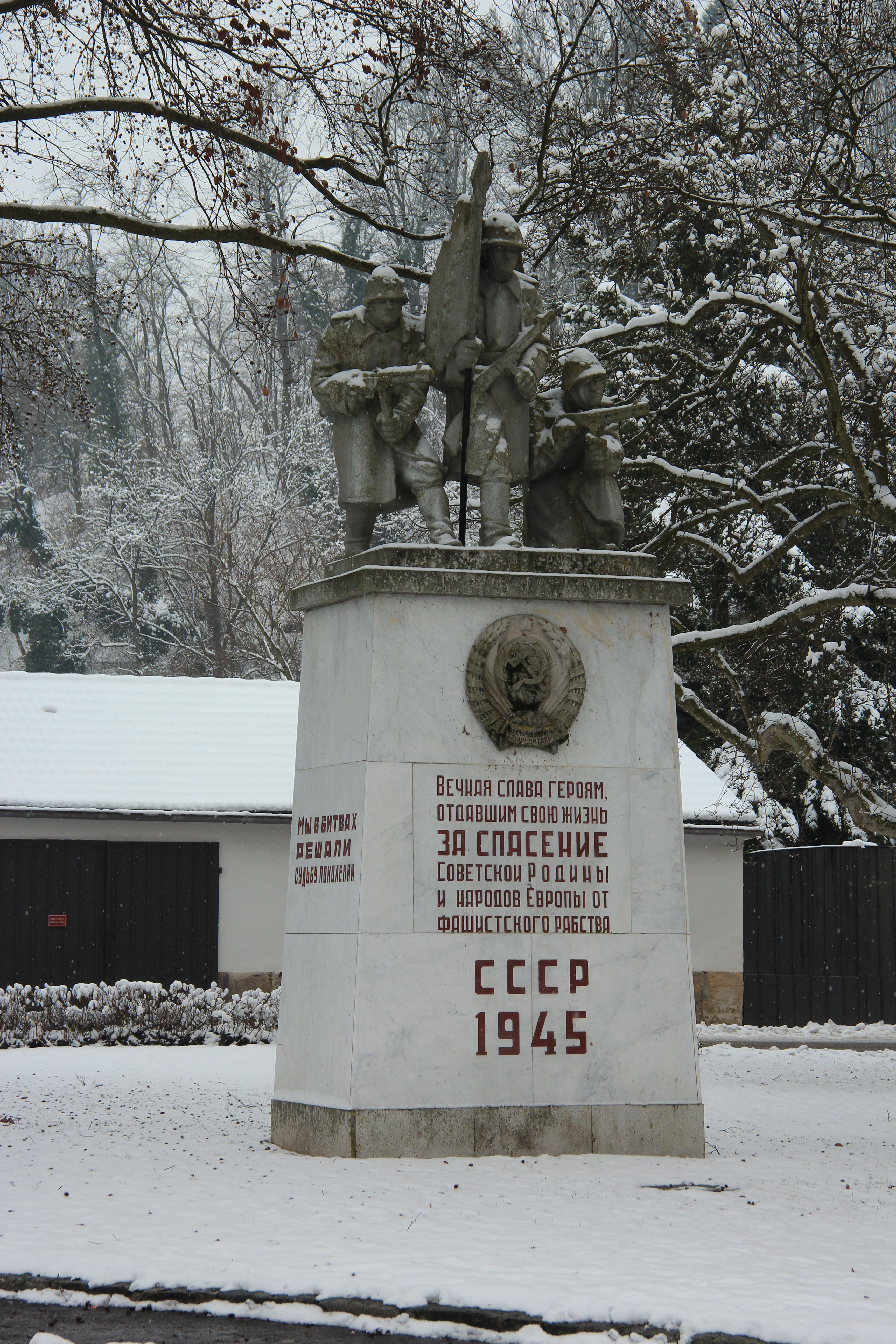
Das Denkmal im Jänner 2014

Das Siegesdenkmal der Roten Armee (auch Russendenkmal, Sowjetdenkmal oder Kriegerdenkmal) beim Grazertorplatz 15 in Bad Radkersburg ist ein denkmalgeschütztes Objekt und wurde 1945 in rund sechs Wochen zur Erinnerung an die im Zweiten Weltkrieg getöteten Bürger der Sowjetunion und Soldaten der Roten Armee errichtet.

## Geschichte
Bad Radkersburg wurde beim Kriegsende in der Steiermark (8. Mai 1945) von der Nationalsozialistischen Diktatur befreit, wobei der Roten Armee in Ostösterreich dabei ein wesentlicher Beitrag zukam. Am 9. Mai 1945 wurde der Bezirk Radkersburg durch Truppen der sowjetischen 57. Armee besetzt.
Mit dem Bau des Denkmals wurde bereits am 22. Mai 1945 durch sowjetische Kräfte begonnen. Es wurden etwa 100 Arbeiter, Baumaterial sowie geeignete Fuhrwerke regional angefordert. Es sollen auch Gefangene aus dem Bezirksgericht aber auch Frauen und Jugendliche aus Bad Radkersburg zur Arbeit verpflichtet worden sein. Am 1. Juli 1945 war das Denkmal am Hauptplatz fertiggestellt. Durch das Abkommen über die Besatzungszonen zwischen den alliierten Siegermächten vom 9. Juli 1945 wurde die Steiermark Teil der britischen Besatzungszone und am 24. Juli 1945 trafen die ersten britischen Soldaten in Bad Radkersburg ein.
Im Zuge der Altstadtsanierung wurde das Denkmal 1958 vom Hauptplatz entfernt und in verkleinerter Form am heutigen Standort aufgestellt. Wie z. B. auch das Heldendenkmal der Roten Armee in Wien, steht es unter dem völkerrechtlichen Schutz des Österreichischen Staatsvertrags.

## Ausführung
Auf einem geböschten Sockel, der mit Marmorplatten verkleidet ist, stehen drei Figuren von Sowjetsoldaten in kämpfender Position, mit Maschinenpistolen und einer Flagge mit dem Sowjetstern, die von Wilhelm Gösser aus Graz geschaffen worden sind. Die Übersetzung der in Russisch gehaltenen Inschrift lautet sinngemäß:

„Ewiger Ruhm den Helden, die ihr Leben für die Rettung

des sowjetischen Vaterlandes und der Völker Europas

von dem faschistischen Joch gaben.

Eure Unsterblichkeit besingt den Völkerruhm.

Union der sozialistischen Sowjetrepubliken.

In der Schlacht haben wir das Schicksal der Generationen gewendet.“

Zentral in der Mitte der Breitseite des Denkmals befindet sich in einem teilweise gebundenen Siegeskranz Hammer und Sichel, oberhalb ein Sowjetstern und mit symbolischen Sonnenstrahlen hinterlegt. Unterhalb des Denkmals in großer roter Schrift: CCCP 1945. Diese Abkürzung in kyrillischer Schrift bedeutet in Russisch Союз Советских Социалистических Республик und entspricht in lateinischen Buchstaben „SSSR“ (Sojus Sowetskich Sozialistitscheskich Respublik‚ übersetzt Union der Sozialistischen Sowjetrepubliken).
Das Denkmal erinnert an die über 60.000 sowjetische Bürger, die als Kriegsgefangene, KZ-Häftlinge, Zwangsarbeiter und Soldaten der Roten Armee während des Zweiten Weltkriegs auf dem Territorium Österreichs zur Verteidigung der Sowjetunion und Europas verstorben, im Kampf gefallen oder ermordet worden sind.